# 1867年奥地利-匈牙利折衷方案

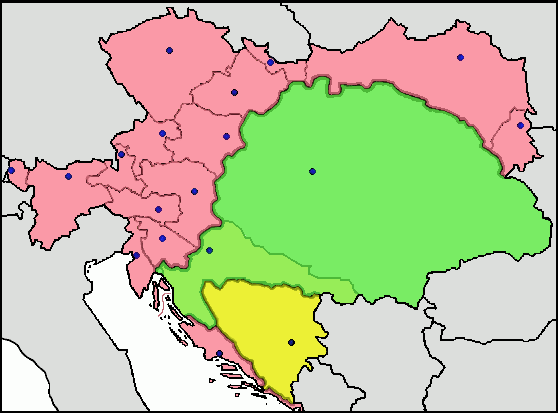
维也纳属下的土地（即內萊塔尼亞，粉色区）和布达佩斯属下的土地（即外莱塔尼亚，綠色区）。这是由1867年折衷方案后形成的二元君主制下奥地利-匈牙利的行政区划图。1878年， 帝国新吞并的波斯尼亚-黑塞哥维那（黃色）则由两国共同管理。

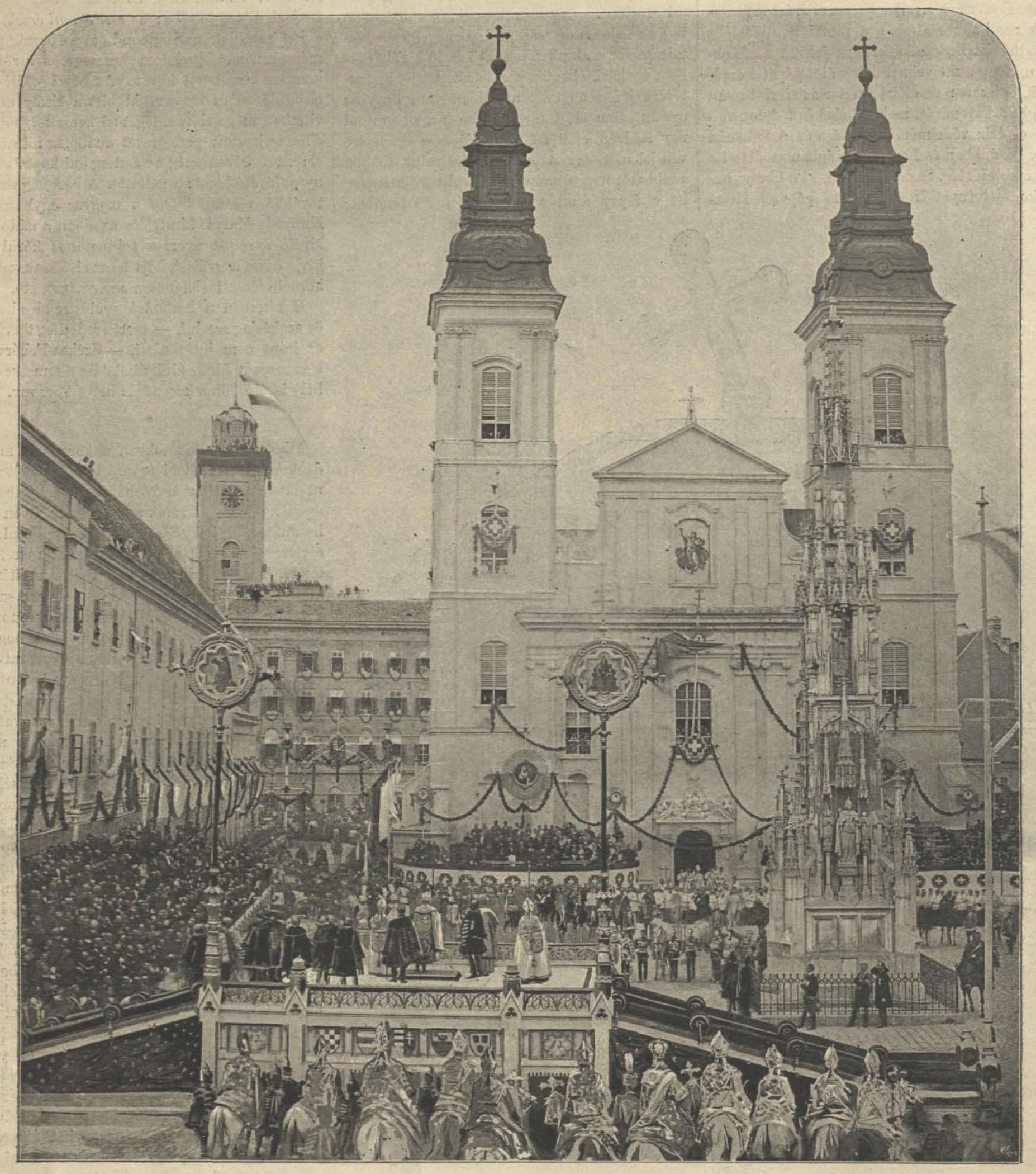
奧地利皇帝法蘭茲·約瑟夫一世加冕為匈牙利国王的加冕礼。摄于布达。

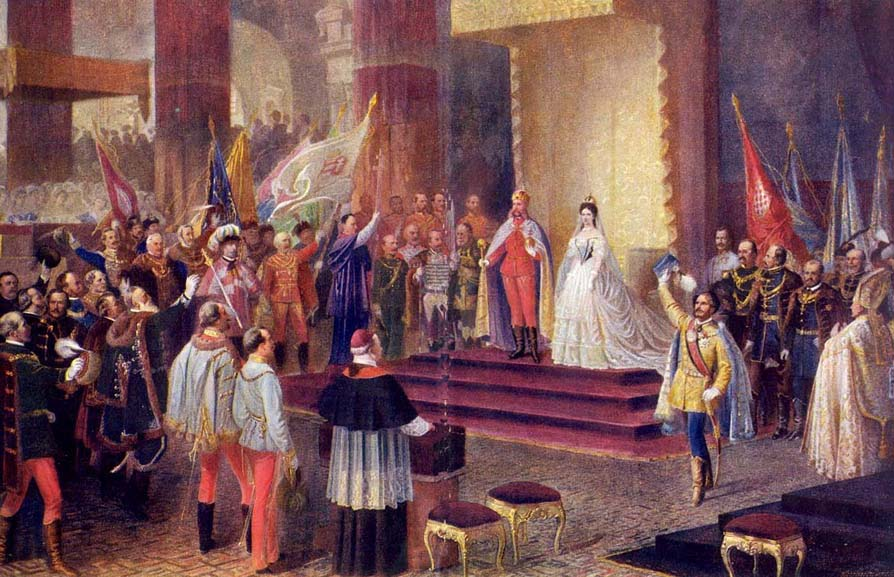
弗朗茨·约瑟夫一世和伊丽莎白皇后的匈牙利君主加冕礼。1867年6月，布达的马蒂亚斯教堂。

1867年奥地利-匈牙利折衷方案（德語：Ausgleich），簡稱奧匈和解或奧匈妥協，是一份在法律上允許匈牙利王国脫離奧地利帝國獨立，使其與奧國共組二元君主國（即奧匈帝國）的歷史文件。
1867年，奥地利帝国在意大利统一战争和普奥战争中接连失利，這導致其在歐洲的国际地位迅速下降。奧地利境内的各個民族也開始向哈布斯堡皇室要求自治，當中溫和派呼籲帝国改为分散的联邦制，用削弱中央集權的方式來降低少數民族的獨立慾望；而激進派則主張应该直接放任各民族獨立，奧地利重新加入德國才是最優解。为了避免这些分裂帝國的主張成真，奥皇弗朗茨·约瑟夫一世主動与匈牙利的軍事貴族們談和，建立起一個新的“奥地利-匈牙利二元帝国”，他邀請匈牙利人也成為統治民族，一同壓制其他民族的獨立運動。
匈牙利的政治领袖在折衷方案谈判其间有两个主要目标：一是恢复1848年匈牙利革命后匈牙利王国失去的哈布斯堡帝國內法政獨立地位，二是恢复1848年革命议会通过的改革法案，即基于《12点原則》，旨在匈牙利建立起能保障现代公民的政治权利、经济權利和社会改革的法律。这份方案讓匈牙利王國和奧地利帝國兩者的地位變為平等，奧匈在對外時可以被國際社會視為同一個國家，也均要服從哈布斯堡家族的統治；但對內時卻實行著兩套獨立的國家體制，奧地利和匈牙利擁有完全不同的護照和法律，只有軍隊、貨幣和外交政策是統一的。

## 历史

### 背景
按照奥地利皇帝兼匈牙利国王弗朗茨·约瑟夫一世的说法，「有三个人决定了这一折衷方案： 戴阿克和安德拉什。」
根据折衷方案，哈布斯堡王朝的领土被重组为一个由奥地利帝国和匈牙利王国所组成的政合国。内莱塔尼亚地区（奥地利）和外莱塔尼亚地区（匈牙利）都受各自独立的议会和总理管辖。两国共同擁戴单一国家元首，匈牙利国王由奥皇同時兼任，但其治下僅有外交部、财政部及國防部共管兩國，武装部队亦為兩國共有，并以“皇帝-国王”作为最高指挥官；其除外交、國防、財政權外，對匈的權力和干涉行為被限制，匈國其餘一切內政事務均由匈牙利政府治理。
两个地区的名称来源于萊塔河，既是多瑙河的一条支流，也是传统上奥地利和匈牙利的国界；但实际上莱塔河并不完全是两国的分界线：“内”和“外”只是口头习惯上的区分，而不是准确的地理描述。

### 1526～1848年
中世纪时期，奧地利大公國是哈布斯堡王朝统治下神圣罗马帝国的一部分，而匈牙利王国是帝国以外的一个独立王国。1526年，匈牙利王国被奥斯曼帝国攻陷，奥斯曼帝国占领了王国的一部分领土。匈牙利国王拉约什二世战死于第一次摩哈赤战役，没有留下任何合法继承人。拉约什二世的妹夫，哈布斯堡家族的斐迪南一世，被残余在布拉迪斯拉发的议会于1526年12月选为国王。直到1699年，奥斯曼土耳其人才被驱逐出匈牙利。从1526年到1804年，匈牙利都由哈布斯堡王朝统治，但她名义上和法律上仍然独立于哈布斯堡王朝统治的其他地区。
1804年，神圣罗马帝国皇帝弗朗茨二世建立了奥地利帝国，其中包括了所有哈布斯堡王朝的领地。 这是一个有着正式总体结构的帝国，取代了之前持续了约300年的復合君主制度。尽管如此，在1848年的革命爆发之前，匈牙利地位与1804年以前别无二致。这是由于匈牙利王国一直被认为是哈布斯堡领地中一个独立的部分（Regnum Independens），而这一状况是由1790年匈牙利王国宪法第10条确立的。匈牙利的国内事务一如以往由其自己的机构（国王和议会）控制。因此，新建立的奥地利帝国机构没有参与匈牙利的政府和议会。而神圣罗马帝国最终解散于1806年。
虽然在大多数西欧国家（如法国和英国），国王的更迭遵循“吾王驾崩，吾王万岁”的原则，但在匈牙利，王位继承人只有在加冕之后才能称王。如果加冕礼没有正确执行，王位将处于“空位期”。甚至在漫长的共主邦联时期，哈布斯堡王朝的君主也必须加冕才能成为匈牙利国王，以便颁布法律或行使他的皇家特权。根据1222年金玺诏书，所有匈牙利的君主必须于加冕时发誓维护匈牙利的不成文憲法，以保护其封臣的自由和领土的完整。
在1848年的革命爆发以前，匈牙利王国的行政与政治架构仍然是独立于奥地利帝国政府的。匈牙利实际上由位于普雷斯堡（今天的布拉迪斯拉发）的王国议会（Gubernium）和位于维也纳的匈牙利王家总理府所统治。

### 1849～1866年
1848年匈牙利革命使得马扎尔人几乎独立，只是革命最终被俄罗斯帝国的军事干预所扑灭。哈布斯堡王朝恢复对匈牙利的统治，并实行了军事戒严。帝国总理施瓦岑贝格于1848年11月上台推行了一个彻底革新的帝国政策，旨在制定一部中央集权的帝国宪法。1849年3月4日，新皇帝弗朗茨·约瑟夫在奥尔米茨签署了这一宪法。由此匈牙利的王国宪法和领土完整均被废除。这部中央集权的三月宪法使哈布斯堡帝国进入了新专制主义时期。这部宪法由奥地利皇家议会通过，匈牙利没有代表；并且，这部宪法也试图解散匈牙利王国议会，废除其自12世纪晚期其就掌控的立法权力。新奥地利宪法也违背并试图消弭匈牙利王国宪法。一个军事独裁政权掌控了匈牙利社会每一个方面，匈牙利人的生活受到仔细审查和政府控制。
德语成为官方语言。1849年10月9日发布的一个法令将教育置于国家控制，包括规定课程，尤其着重教授哈布斯堡正统观念的历史学。即使是匈牙利科学院也被奥地利的德意志人控制。匈牙利人运用消极抵抗的策略，国内反哈布斯堡王朝和反德意志的情绪都很强。在接下来的几年里，帝国制定了若干改革，但都未能解决问题。
1851年10月，匈牙利王国原先保持的独立关税边界也被废除，使匈牙利成为帝国统一关税系统的一部分。
1852年由皇帝任命的奧地利帝國首相巴赫，開始了被稱為「巴赫專制」的鐵腕治國。他認為匈牙利既然在之前已公開反叛，今後不必再有所顧慮，可以放手施壓。奧政府把匈牙利看作一個軍事占領區，另建臨時性行政體系，由維也納直接管轄。於是，大批奧地利和捷克的官僚們湧進，接替了原來匈牙利政府官員們的職位，原有的憲政權力一律停止，實施高壓統治。
1859年奧國在薩奧戰爭的失敗，震動了皇帝弗朗茨·约瑟夫與整個帝國。皇帝自1860年起改弦更張，放棄原有的
專制政策。1860-1861年間，連頒詔令，恢復匈牙利之議會制度。但匈牙利自由分子在费伦茨·戴阿克的領導下，仍堅持1848年憲法之立場，主張匈牙利並非奧地利屬地，皇帝反對此見，乃將議會解散，但仍於1860年的《十月憲章》保障匈牙利人民的部分權利與自由。

### 1867～1918年
1866年，奥地利在普奥战争中被彻底打败。以奥地利为主导的德意志邦联被迫解散，邦联余下的小邦国很快就被吸收进由普鲁士创立的德意志帝國。奥地利还失去了其对意大利地区的宣称及影响力，而这是奥地利首要外交政策利益。
奥地利作为德意志地区领导的大德意志野心破灭，使得奥地利需要重新定义自己，以在面对的19世纪中期汹涌的民族主义时保持团结一致。
第二次意大利獨立戰爭和普奥战争造成了奥地利国家债务高涨，引发帝国内部的金融危机，使得哈布斯堡帝国的在1866年滑向崩溃的边缘。
因此，哈布斯堡皇室被迫与匈牙利人妥协，以挽救他们的帝国和王朝。哈布斯堡王朝和部分匈牙利政治精英在1867年达成了奥地利-匈牙利折衷方案，但绝大多数民众希望获得完全的独立。
匈牙利政治家费伦茨·戴阿克被认为是折衷方案的幕后推手。戴阿克最初支持匈牙利1848年的革命，想带领匈牙利走向独立，但他随后与匈牙利激进民族主义者决裂，从而主张在哈布斯堡王朝统治下争取自治。戴阿克认为，虽然匈牙利能够实行彻底的独立，但在1723年国事诏书的条款下，奥地利与匈牙利在国防和外交事务上的利害是一致的。他还认为，匈牙利将从更富裕、更现代化的奥地利中获益，同时折衷方案将减轻奥地利在匈牙利王冠领地内选择与马扎尔人和斯拉夫人合作而持续不断的压力。帝国总理腓特烈·斐迪南·馮·貝烏斯特与匈牙利的领导人迅速谈判并达成了共识。贝乌斯特尤其渴望延续对普鲁士强硬的政策，而迅速与匈牙利人达成共识则是其必要前提条件。弗朗茨·约瑟夫皇帝和戴阿克最终达成共识，与1867年5月29日签署了奥地利-匈牙利折衷方案，恢复了匈牙利议会。
折衷方案是由仅一小部分的匈牙利政治精英讨论决定通过的(当时匈牙利人的选举权非常有限：只有8%的人有投票权)，因此很大一部分匈牙利人将其看作对匈牙利民族事业和对1848-1849年匈牙利革命战争的一种背叛。折衷方案非常不受欢迎，因此政府不得不诉诸武力来压制持不同政见者。这也在匈牙利社会造成了深刻和持久的分裂。
贝乌斯特计划中对普鲁士的复仇并没有实现。1870年，贝乌斯特希望奥匈帝国在普法战争中支持法国，但被匈牙利总理久洛·安德拉什"极力反对"，并成功否定了奥地利干预战争的可能性。
匈牙利问题的解决方案随后被概括为三个部分：政治上，匈牙利继续并将永久地成为在基本宪法下的君主立宪制王国；财政上，实行定期财务结算，确定匈牙利在帝国内承担的共同预算配额，并要经过匈牙利议会批准通过；关税上，实行关税联盟，统一货币，并在两国政府和议会之间达成自愿的，可逆的协定。

## 条款
根据折衷方案：
- 匈牙利议会将被重新设立 (这是从12世纪以来立法权力第一次重新回到匈牙利)，由此奥地利和匈牙利各自拥有独立的议会。两地也各自拥有自身独立的政府，以及各自的总理。"二元君主制"的政治架构由皇帝-国王，共有的外交部长，国防部长，以及财政部长（只负责海陆军与外交方面的支出）组成。
- 匈牙利王国的法律及法律系统被恢复；[33]而匈牙利传统上独立的司法系统也重新建立。
- 奥地利-匈牙利，尽管作为一个共同的政治实体，但没有共同的议会，因此事实上没有领土管辖权和立法权。奥地利与匈牙利的外交和军事事务，是由奥地利帝国议会和匈牙利议会所派出的代表团共同商议决定。两个代表团各有60名代表，而且，代表人数的比率成比例地反映各自议会内政党及议员的比率。代表团的成员没有展开辩论或者提出新的想法的权力，他们只能代表各自的议会的意见。所有决定必须由奥地利和匈牙利议会同时批准，才具有效力。[34]
- 创建一个共有的联合外交部，负责奥地利-匈牙利共同的外交和对外政策。
- 没有奥地利-匈牙利公民这一身份：公民只能在奥地利人或匈牙利人中擇一，不能同时拥有两国身份。[35]也没有奥地利-匈牙利护照：不能同时拥有奥地利帝国的护照和匈牙利王国的护照。[36]
- 创建一个共有的联合财政部，只负责陆军、海军和外交事务的财政支出。该部的负责人是共有财政部长。所有其他财政支出，都由属于奥地利帝国的奥地利财政部和属于匈牙利王国的匈牙利财政部各自负责。奥地利帝国财政部长仅对奥地利帝国首相负责，而匈牙利王国财政部长仅对匈牙利首相负责。
- 折衷方案中货币和经济方面的条款和关税联盟每十年必须重新谈判一次。
- 尽管奥地利和匈牙利共享货币，两国拥有各自的财政主权并是各自独立的实体。[37]因此国际商业条约的谈判都是由奥地利和匈牙利分别独立开展的。[38]
- 恢复了匈牙利王家国民军，同时创建了帝國皇家陸軍，但两国必须继续资助规模远远大于前两者的共有陆军。一个共有的奥地利-匈牙利联合战争部被创建以领导共有陆军，但它没有权利直接命令后备军和国民军。后备军和国民军分别辖于各自独立的奥地利国防部和匈牙利国防部。奥地利和匈牙利各自的国防部长并不对共有战争部负责；他们只对维也纳和布达佩斯议会及首相负责。[39]
- 匈牙利承担了一大部分的高耸的奥地利国债。[40]
- 皇帝（即国王）成为最高的军阀。他持有全奥地利-匈牙利军队的最高结构、组织和管理权。他有权任命的高级官员，有权宣战，也是军队的最高指挥官。
- 他有权宣布国家进入紧急状态。
- 他有权预先同意内阁理事会希望报告国民议会的每一项条例草案。他有权否决国民议会通过的任何法律。
- 他有权解散国民议会。
- 他有权任命和解职内阁成员。

这极大削弱了匈牙利的主权和自治权，甚至比不上1848年的状况。

## 持续的压力
二元君主制帝国的建立使哈布斯堡王朝确保了其后50年的统治，直到第一次世界大战。折衷方案偏袒马扎尔人（帝国内第二大民族）的利益，造成帝国内其他民族，如斯洛伐克人和罗马尼亚人的极度不满。尽管帝国颁布了一部《国籍法》来保护少数民族权利，奥地利和匈牙利两个议会在应对这个问题上的态度迥然。
折衷方案在其后的几年里产生的最大问题即是匈牙利王国境内的非马扎尔人——他们同样渴望得到像匈牙利般的民族自治权。与此同时，大多数的匈牙利人觉得他们是被迫接受折衷方案。皇帝需要在佩斯另行加冕礼，必须发誓不损害匈牙利贵族，巨头，和上层阶级的权益。匈牙利人被赋予自治和独立的地位，然而他们仅仅只愿意给匈牙利王国境内的其他少数民族极少的自治权利。
在匈牙利王国境内，许多少数民族面临着马扎尔化的压力。另外，每十年重新举行的一次谈判往往会导致立宪危机。尽管折衷方案希望能够通过一个多民族的帝国系统解决问题，但新系统仍然面临着相同的内部压力。在民族主义盛行的20世纪，二元君主制究竟是缓解，或是加剧了帝国内的民族主义趋势，直至今天也没有确定的说法。
在1913年2月1日交给外交部长贝希托尔德的一封信中，斐迪南大公表示，“民族统一主义将会立刻消失...如果我们给予斯拉夫人舒适、公平和良好的生活”，而不是摧残他们（因为他们已经被马扎尔人摧残了）。

## 结局
第一次世界大战在1918年10月中旬结束，奥匈帝国的失败导致匈牙利政府的国王卡洛伊四世，即奥匈帝国皇帝卡尔一世决定结束二元君主体制。1867年奥匈折衷方案最终于1918年10月31日终止，而这结束了匈牙利境内菊花革命。奥匈帝国共有机构，例如部长理事会，仍然保留直至1918年11月2日。但是从实际的意义上来说，权力已经从布达佩斯下放到各种新出现的全国性基地。而奥匈帝国的命运将在1919年召开的巴黎和会上决定，该会议旨在重新划分中欧政治版图。

## 引用
1. ↑  Ferenc Szakály. . Akadémiai Kiadó. 1980: 178. ISBN 9789630525954.
2. ↑  André Gerrits; Dirk Jan Wolffram. . Stanford University Press. 2005: 42  [2017-11-30]. ISBN 9780804749763. （原始内容存档于2020-01-17）.
3. ↑  Kozuchowski, Adam. The Afterlife of Austria-Hungary: The Image of the Habsburg Monarchy in Interwar Europe. Pitt Series in Russian and East European Studies. University of Pittsburgh Press (2013), ISBN 9780822979173. p. 83
4. ↑  Robert A. Kann. . University of California Press. 1980: 611. ISBN 9780520042063.
5. ↑  Miklós Molnár. . Cambridge University Press. 2001: 88. ISBN 9780521667364.
6. ↑  Yonge, Charlotte. . . London, Glasgow and Bombay: Blackie and Son. 1867  [2008-08-21]. （原始内容存档于2020-08-04）.
7. ↑  Nemes, Paul. . 2000-01-10  [2008-09-26]. （原始内容存档于2015-05-11）.
8. ↑  An account of this service, written by Count Miklos Banffy, a witness, may be read at The Last Habsburg Coronation: Budapest, 1916 （页面存档备份，存于）.  From Theodore's Royalty and Monarchy Website （页面存档备份，存于）.
9. ↑  András A. Gergely; Gábor Máthé. . Korona. 2000: 66. ISBN 9789639191792.
10. ↑  Balázs, Éva H. Hungary and the Habsburgs, 1765–1800: An Experiment in Enlightened Absolutism. p. 320.
11. ↑  Hunt, Lynn. The Making of the West, Volume C, pp. 683–684
12. ↑  Walther Killy. . Walter de Gruyter. 2005: 237  [2017-11-30]. ISBN 9783110966299. （原始内容存档于2020-11-21）.
13. ↑  Július Bartl. . Bolchazy-Carducci Publishers. 2002: 222  [2017-11-30]. ISBN 9780865164444. （原始内容存档于2020-11-21）.
14. ↑  . Social Sciences Monograph. 1989: 23  [2017-11-30]. ISBN 9780880331593. （原始内容存档于2020-11-21）.
15. ↑  Csohány János: Leo Thun egyházpolitikája （页面存档备份，存于）. In: Egyháztörténeti Szemle. 11/2. 2010.
16. ↑  Grundsätze für die provisorische Organisation des Unterrichtswesens in dem Kronlande Ungarn
17. ↑  Az Entwurf hatása a történelemtanításra.http://janus.ttk.pte.hu/tamop/tananyagok/tort_tan_valt/az_entwurf_hatsa_a_trtnelemtantsra.html （页面存档备份，存于）
18. ↑  Bolvári-Takács Gábor: Teleki József, Sárospatak és az Akadémia. http://www.zemplenimuzsa.hu/05_2/btg.htm （页面存档备份，存于）
19. ↑  Vekerdi László: Egy könyvtár otthonai, eredményei és gondjai. http://tmt.omikk.bme.hu/show_news.html?id=3135&issue_id=390 （页面存档备份，存于）
20. ↑  Vasárnapi Újság. 1858.XII.19. http://epa.oszk.hu/00000/00030/00251/pdf/VU-1858_05_51_12_19.pdf （页面存档备份，存于）
21. ↑  Sowards, Steven W, , 23 April 2004  [19 March 2009], （原始内容存档于2008-12-02）.
22. ↑  Július Bartl. . Bolchazy-Carducci Publishers. 2002: 102. ISBN 9780865164444.
23. ↑  Andreas Komlosy. . Stefan Berger, Alexei Miller  (编). . Historical studies in Eastern Europe and Eurasia 3. Central European University Press. 2015: 398. ISBN 9789633860168.
24. ↑  Seton-Watson, R. W. "The Austro-Hungarian Ausgleich of 1867." The Slavonic and East European Review 19.53/54 (1939): 123–40.
25. ↑  Good, David F. The Economic Rise of the Habsburg Empire, 1750-1914. 1984. p.82.
26. ↑  Tihany, Leslie C. . Central European History. 1969, 2 (2): 114–38. doi:10.1017/s0008938900000169.
27. ↑  Albertini, Luigi, , Oxford University Press: 4, 1952
28. ↑  "Impatient to take his revenge on Bismarck for Sadowa, he persuaded Franz Joseph to accept the Magyar demands that he had until then rejected. [...] Beust deluded himself that he could rebuild both the German Federation and the Holy Roman Empire and negotiated the Ausgleich as a necessary preliminary for the revanche on Prussia. [...] As a compromise with Hungary for the purposes of revenge on Prussia, the Ausgleich could not be otherwise than a surrender to the Magyar oligarchy." Albertini, Luigi, , Oxford University Press: 4, 1952
29. ↑  Lackey, Scott. . ABC-CLIO. 1995-10-30: 22  [28 May 2012]. ISBN 9780313031311. （原始内容存档于2020-08-04）.
30. ↑  Cieger András. Kormány a mérlegen - a múlt században （页面存档备份，存于） （匈牙利文）
31. ↑  Albertini, Luigi,  I, Oxford University Press: 6, 1952
32. ↑  Austria-Hungary article of the Encyclopedia Britannica 1911
33. ↑  Sabino Cassese; Armin von Bogdandy; Peter Huber. . Oxford University Press. 2017: 294. ISBN 9780191039829.
34. ↑  István Bibó. . Yale University Press. 2015: 208. ISBN 9780300210262.
35. ↑  Eric Roman. . Infobase Publishing. 2003: 401  [2017-11-30]. ISBN 9780816074693. （原始内容存档于2020-08-04）.
36. ↑  Szávai, Ferenc Tibor. . Magyar Tudomány.   [20 July 2012]. （原始内容存档于2013-07-28） （匈牙利语）.
37. ↑  Flandreau, Marc.  10. Cambridge University Press. April 2006: 3–33  [2017-11-30]. ASIN B00440PZZC. 1361-4916. （原始内容存档于2013-11-15）.
38. ↑  "Austria-Hungary" in the Encyclopædia Britannica, 11th ed. 1911.
39. ↑  See: Eric Roman (2003)
40. ↑  .   [2017-11-30]. （原始内容存档于2007-11-16）.
41. ↑  Cornwall, Mark. Last Years of Austria-Hungary: A Multi-National Experiment in Early Twentieth-Century Europe, 2nd ed.  Exeter: University of Exeter Press, 2002.
42. ↑  Seton-Watson, R. W. . The Slavonic Review. 1925, 4 (10): 101–23.
43. ↑  Valiani, Leo, The End of Austria-Hungary, Alfred A. Knopf, New York (1973) pp. 9-10 [translation of: La Dissoluzione dell'Austria-Ungheria, Casa Editrice Il Saggiatore, Milano (1966) pp. 19-20]

## 外部連結
- Chronology of the Compromise（页面存档备份，存于）
- The Dual Monarchy in Hungary（页面存档备份，存于）
- Nationalism in Hungary（页面存档备份，存于）